# Autostrada Sudului
Autostrada Sudului este o autostradă planificată din anul 1993 din România, care va începe din București și va urma următorul traseu București - Alexandria - Craiova - Calafat și se va termina aproape de Podul Calafat-Vidin. Aceasta se va conecta la Autostrada A6, care va conecta Calafat (Podul Calafat-Vidin) - Drobeta-Turnu Severin -Lugoj (conectare Autostrada A1). Traseul București-Alexandria-Craiova-Calafat este un coridor european principal.

## Legături externe
- Studiu